# Лисина, Екатерина Викторовна
Екатерина Викторовна Лисина (род. 15 октября 1987 года, Пенза) — российская профессиональная баскетболистка, выступавшая в амплуа центровой. Заслуженный мастер спорта России.

## Карьера

### Ранние годы
Екатерина Лисина родилась 15 октября 1987 в городе Пензе (РСФСР). В 10 лет Екатерина Лисина ходила заниматься волейболом. Она родилась в семье баскетболистов, поэтому стала заниматься данным видом спорта. Её мама выступала за пензенский «Спартак», а отец работал тренером. Первые шаги в баскетболе Лисина делала в Пензенской СДЮШОР. Екатерина всегда играла на позиции центровой. Основным приёмам её научили родители. В 12 лет Екатерина вместе с родителями переехала в Словакию.

### Клубная карьера
Первым профессиональным клубом Екатерины Лисиной стал «МиЗо Печ» Печ Венгрия, где она выступала сначала за молодёжную, а затем за основную команду. Она дважды выигрывала чемпионат Венгрии. В 2006 году Игорь Грудин тренер ЦСКА, пригласил её в Самару и сразу отдал в аренду «Спартак» (Московская область, Россия). В сезоне 2006/2007 в составе подмосковной команды из Видного Екатерина стала чемпионом России и победителем женской Евролиги.
Екатерина Лисина принимала участие в матче, посвящённом 100-летию российского баскетбола, который прошёл 22 декабря 2006 года в городе Санкт-Петербурге в Спортивном комплексе «Юбилейный». Она была самым молодым участником матча, в ходе которого поставила блок-шот Антону Понкрашову.
Екатерина Лисина выступала за ЦСКА в сезонах 2007/2008 и 2008/2009. В дебютном сезоне в составе клуба она выиграла мировую лигу и кубок России, а в чемпионате России команда заняла второе место. В следующем сезоне ЦСКА завоевал бронзовые медали чемпионата России.
Перед началом сезона 2009/2010 из-за финансовых проблем ЦСКА (Москва, Россия) снялся со всех соревнований. Екатерина Лисина стала выступать за «Кошице» Словакия. В ходе сезона она перешла в «Спарта&К» Московская область. «Спарта&К» стала победителем женской Евролиги, серебряным призёром чемпионата России и финалистом кубка России. По окончании сезона 2009/2010 с ней не продлили контракт.
После годичного перерыва, связанного с рождением ребёнка, Екатерина подписала 2-летний контракт с курским «Динамо». В сезоне 2011/2012 команда из Курска стала обладателем Кубка Европы по баскетболу, стала четвёртой в чемпионате России. Она стала второй по числу блок-шотов в чемпионате страны (34).
В сезоне 2012/2013 курское Динамо вновь заняло 4-е место в чемпионате России и не смогло защитить титул обладателя Кубка Европы уступив в четвертьфинале. Екатерина Лисина стала лидером чемпионата России по числу блок-шотов (50).
В августе 2013 года провела мастер-класс игры в баскетбол в лагере «Орлёнок» для юных курских спортсменов.
В сезоне 2013/2014 курский клуб впервые стал бронзовым призёром чемпионата России, а в домашнем финале четырёх Кубка России выиграл матч за 3-е место. В Кубке Европы курская команда по сумме 2 матчей проиграла в финале одноклубницам из Москвы. Екатерина Лисина разделила 2-е место по числу блок-шотов в чемпионате России(28) По окончании сезона она покинула «Динамо Курск».

### Сборная России
Екатерина Лисина дебютировала за сборную России на чемпионате мира по баскетболу 2006 в Бразилии. В составе сборной стала серебряным призёром чемпионата мира.
В 2007 году Екатерина выступала на чемпионате мира 2007 (до 21 года) в Видном, где молодёжная сборная России заняла 4-е место. Она также принимала участия на женском евробаскете 2007 в Италии. Женская сборная России стала сильнейшей на континенте.
Екатерина Лисина входила в расширенный список кандидатов в сборную Россию на Олимпийские игры 2008, и её включили в окончательную заявку. Российские баскетболистки заняли 3-е место.
Она выступала на чемпионате Европы 2009 в Латвии. Сборная России стала серебряным призёром. По окончании женского евробаскета принимала участие в летней Универсиаде 2009 в Белграде, где студенческая сборная России заняла 2-е место.
Про окончании сезона 2011/2012 Екатерина Лисина входила в расширенный состав сборной России на Олимпиаду 2012, однако в последний момент её исключили из состава.
По окончании сезона 2012/2013 входила в расширенный состав сборной России на чемпионат Европы 2013, но её исключили из заявки перед сбором в Чехии.
По окончании сезона 2013/2014 Екатерина Лисина не вошла в список игроков, которые вызваны для подготовки к участию в квалификации женского евробаскета 2015.

## Характеристика игрока
Мария Степанова о Екатерине Лисиной после Олимпиады в Лондоне:

 Лисина не очень технична, но крюк у неё хороший. И держать её тяжело любому оппоненту. Отойдет защитник на метр — тут же получит точный бросочек со средней дистанции. Да и в защите она бы одними своими габаритами вызывала у соперников ужас. По большому счету, от центровых требуется прежде всего стабильность. Подобрала, забила, отзащищалась…

Екатерина Лисина о своей игре:

Оказывается, в детстве мой отец вырабатывал во мне лидерские качества, и я по игре чувствую, что, когда беру инициативу на себя и начинаю активно подбадривать других, у меня и игра начинает получаться, а когда я с этой роли ухожу, то пропадает уверенность, и игра уже идёт плохо.

## После окончания спортивной карьеры
По окончании игровой карьеры Екатерина Лисина стала моделью. Екатерина планировала сняться в английском фильме «Регби-девочки», в котором ей предложили сыграть одну из высоких спортсменок.
В июле 2017 года стало известно, что Екатерина Лисина подала две заявки в книгу рекордов Гиннесса. В первой заявке она хочет получить звание самой высокой модели в мире. Рост Екатерины Лисиной составляет 205,7 см. Во второй заявке Екатерина просит признать, что она является обладательницей самых длинных ног в мире. Длина ног Екатерины Лисиной составляет 133 см. В сентябре 2017 года обе заявки были удовлетворены, и Екатерина Лисина получила сертификат о том, что её ноги являются самыми длинными в мире.
Одна из самых популярных блогеров в русскоязычном сегменте TikTok. К июлю 2022 у Лисиной около 9,5 миллиона подписчиков в этой сети. 
Приняла индуизм.

## Достижения и награды

### В составе сборной
- Бронзовый призёр летних Олимпийских игр 2008 года.
- Серебряный призёр чемпионата мира: 2006.
- Чемпион Европы: 2007.
- Серебряный призёр чемпионат Европы: 2009.
- Серебряный призёр XXV Всемирных Студенческих Игр в 2009 году в соревнованиях баскетболисток.

### Клубные
- Чемпион Евролиги: 2007, 2010.
- Чемпион России: 2007.
- Серебряный призёр чемпионата России: 2008, 2010.
- Бронзовый призёр чемпионата России: 2009, 2014
- Обладатель Кубка России: 2008.
- Финалист Кубка России: 2010.
- Победитель Мировой лига: 2007.
- Чемпион Венгрии: 2005, 2006.
- Обладатель Кубка Европы ФИБА: 2012.
- Финалист Кубка Европы ФИБА: 2014.

### Личные награды
- Заслуженный мастер спорта России
- Медаль ордена «За заслуги перед Отечеством» II степени — за большой вклад в развитие физической культуры и спорта, высокие спортивные достижения на Играх XXIX Олимпиады 2008 года в Пекине[32]
- Медаль Министерства обороны РФ — 2006[33]
- Рекордсменка Книги рекордов России в категории «Самая высокая женщина в России»[34]
- Рекордсменка Книга рекордов Гиннесса в категории «Самая высокая модель в мире»[27][28][29]
- Рекордсменка Книга рекордов Гиннесса в категории «Обладательница самых длинных ног в мире»[27][28][29]

## Статистика выступлений

### Клубные соревнования
| Евролига 2004/05                                                                                                   | «МиЗо Печ»                 | 10 | 4.0     | 58.6      | 0.0 | 75.0     | 0.7 | 0.1 | 0.2     | 2.2     | 0.4     | —       | 0.8     | 7.8      |
| Евролига 2005/06                                                                                                   | «МиЗо Печ»                 | 16 | 7.3     | 62.6      | 0.0 | 73.0     | 0.3 | 0.3 | 1.0     | 3.1     | 0.9     | —       | 1.3     | 15.6     |
| Евролига 2006/07                                                                                                   | Спартак (МО)               | 12 | 2.6     | 50.0      | 0.0 | 62.5     | 0.2 | 0.1 | 0.6     | 1.6     | 0.4     | —       | 0.3     | 7.3      |
| Мировая лига 2006/07                                                                                               | ЦСКА (Москва)              | 4  | 5.0     | 62.5      | 0.0 | 0.0      | 0.3 | 0.8 | 1.3     | 4.0     | 0.3     | —       | 1.8     | 5.0      |
| Евролига 2007/08                                                                                                   | ЦСКА (Москва)              | 7  | 2.9     | 52.9      | 0.0 | 33.3     | 0.1 | 0.1 | 0.6     | 1.0     | 0.6     | —       | 0.1     | 7.3      |
| Евролига 2008/09                                                                                                   | ЦСКА (Москва)              | 11 | 5.1     | 66.7      | 0.0 | 88.9     | 0.9 | 0.3 | 0.5     | 2.6     | 0.4     | —       | 1.1     | 13.4     |
| Евролига 2009/10                                                                                                   | «Кошице» Спарта&К (Видное) | 4  | 1,3 1.0 | 20.0 28.6 | 0.0 | 50.0 0.0 | 0.5 | 0.0 | 1.3 1.3 | 1.8 0.8 | 1.5 0.3 | 0.3 0.0 | 0.5 0.3 | 14.8 7.0 |
| Кубок Европы 2011/12                                                                                               | Динамо (Курск)             | 13 | 7.4     | 48.6      | 0.0 | 68.3     | 0.7 | 0.7 | 0.8     | 4.2     | 1.0     | 1.9     | 0.9     | 13.7     |
| Кубок Европы 2012/13                                                                                               | Динамо (Курск)             | 8  | 11.3    | 56.2      | 0.0 | 38.1     | 1.4 | 1.0 | 2.5     | 7.6     | 1.5     | 2.5     | 1.6     | 26.3     |
| Кубок Европы 2013/14                                                                                               | Динамо (Курск)             | 13 | 5.2     | 55.2      | 0.0 | 37.5     | 1.2 | 0.2 | 1.5     | 4.8     | 0.6     | 1.1     | 1.1     | 18.8     |
| Наведите курсор мыши на аббревиатуры в заголовке таблицы, чтобы прочесть их расшифровку. Данные на 30 апреля 2014. |                            |    |         |           |     |          |     |     |         |         |         |         |         |          |

### Кубок России
| Кубок России 2006/07                                                                                                | Спартак (МО)      | 3 | 4.0  | 47.8 | 0.0 | 53.3 | 0.8 | 0.0 | 1.3 | 3.8 | 1.5 | 2.3 | 2.0 | 19:37 |
| Кубок России 2007/08                                                                                                | ЦСКА (Москва)     | 3 | 2.0  | 75.0 | 0.0 | 0.0  | 0.0 | 0.7 | 1.0 | 0.7 | 0.3 | 0.0 | 1.0 | 08:17 |
| Кубок России 2008/09                                                                                                | ЦСКА (Москва)     | 3 | 6.0  | 52.9 | 0.0 | 0.0  | 0.7 | 0.7 | 1.3 | 4.7 | 0.3 | 0.7 | 1.3 | 21:12 |
| Кубок России 2009/10                                                                                                | Спарта&К (Видное) | 2 | 1.0  | 25.0 | 0.0 | 0.0  | 1.0 | 0.0 | 1.5 | 1.5 | 0.5 | 0.0 | 0.0 | 21:12 |
| Кубок России 2011/12                                                                                                | Динамо (Курск)    | 4 | 15.0 | 55.8 | 0.0 | 80.0 | 1.5 | 0.8 | 1.2 | 6.2 | 1.5 | 2.2 | 1.8 | 30:42 |
| Кубок России 2012/13                                                                                                | Динамо (Курск)    | 2 | 13.5 | 42.9 | 0.0 | 75.0 | 0.0 | 1.5 | 2.5 | 7.5 | 0.5 | 3.5 | 2.0 | 26:04 |
| Кубок России 2013/14                                                                                                | Динамо (Курск)    | 4 | 2.0  | 36.4 | 0.0 | 0.0  | 0.5 | 0.8 | 0.5 | 3.0 | 0.5 | 0.8 | 1.2 | 12:16 |
| Наведите курсор мыши на аббревиатуры в заголовке таблицы, чтобы прочесть их расшифровку. Данные на 02 февраля 2014. |                   |   |      |      |     |      |     |     |     |     |     |     |     |       |

### Чемпионат России
| Чемпионат России 2006/07                                                                                           | Спартак МО        | 26 | 5.9 | 52.5 | 0.0 | 53.2 | 0.6 | 0.3 | 0.4 | 3.5 | 0.8 | 1.7 | 1.0 | 14:02 |
| Чемпионат России 2007/08                                                                                           | ЦСКА (Москва)     | 20 | 5.2 | 55.1 | 0.0 | 60.0 | 0.9 | 0.3 | 0.8 | 3.5 | 0.8 | 1.0 | 1.2 | 14:28 |
| Чемпионат России 2008/09                                                                                           | ЦСКА (Москва)     | 25 | 7.0 | 56.7 | 0.0 | 55.8 | 0.6 | 0.7 | 0.7 | 4.2 | 0.6 | 1.3 | 1.7 | 19:16 |
| Чемпионат России 2009/10                                                                                           | Спарта&К (Видное) | 12 | 5.8 | 54.2 | 0.0 | 62.5 | 0.5 | 0.4 | 0.8 | 4.2 | 0.6 | 0.8 | 0.9 | 14:30 |
| Чемпионат России 2011/12                                                                                           | Динамо (Курск)    | 25 | 7.3 | 46.5 | 0.0 | 83.7 | 0.7 | 0.8 | 1.4 | 4.2 | 0.9 | 1.7 | 1.1 | 16:27 |
| Чемпионат России 2012/13                                                                                           | Динамо (Курск)    | 25 | 9.4 | 49.2 | 0.0 | 57.9 | 1.0 | 1.0 | 2.0 | 5.7 | 1.2 | 2.7 | 1.2 | 26:04 |
| Чемпионат России 2012/13                                                                                           | Динамо (Курск)    | 23 | 4.9 | 47.5 | 0.0 | 75.0 | 0.9 | 0.6 | 1.2 | 3.8 | 0.6 | 1.1 | 1.6 | 17:07 |
| Наведите курсор мыши на аббревиатуры в заголовке таблицы, чтобы прочесть их расшифровку. Данные на 30 апреля 2014. |                   |    |     |      |     |      |     |     |     |     |     |     |     |       |

### Сборная России
| Чемпионат мира 2006                                                                                              | 7 | 44  | 7/12  | 58.3 | 7/12  | 58.3 | 0/0 | 0.0 | 4/7   | 57.1 | 7  | 8  | 15 | 0  | 4 | 5  | 3  | 3 | 18  | 2.6  |
| Чемпионат мира 2007 (до 21 года)                                                                                 | 8 | 208 | 43/90 | 47.8 | 43/89 | 48.3 | 0/1 | 0.0 | 22/30 | 73.3 | 28 | 35 | 63 | 12 | 7 | 10 | 19 | 7 | 108 | 13.5 |
| Чемпионат Европы 2007                                                                                            | 3 | 31  | 0/11  | 0.0  | 0/11  | 0.0  | 0/0 | 0.0 | 4/6   | 66.7 | 2  | 4  | 6  | 0  | 3 | 0  | 1  | 2 | 4   | 1.3  |
| ФИБА Даймонд Болл 2008                                                                                           | 1 | 9   | 2/3   | 66.7 | 2/3   | 66.7 | 0/0 | 0.0 | 0/0   | 0.0  | 1  | 1  | 2  | 2  | 0 | 0  | 0  | 3 | 4   | 4.0  |
| Олимпийские игры 2008                                                                                            | 1 | 2   | 0/0   | 0.0  | 0/0   | 0.0  | 0/0 | 0.0 | 0/0   | 0.0  | 0  | 0  | 0  | 0  | 0 | 0  | 0  | 0 | 0   | 0.0  |
| Чемпионат Европы 2009                                                                                            | 7 | 48  | 7/12  | 58.3 | 7/12  | 58.3 | 0/0 | 0.0 | 4/8   | 50.0 | 1  | 9  | 10 | 5  | 6 | 1  | 2  | 2 | 18  | 2.6  |
| Наведите курсор мыши на аббревиатуры в заголовке таблицы, чтобы прочесть их расшифровку. Данные на 26 июля 2013. |   |     |       |      |       |      |     |     |       |      |    |    |    |    |   |    |    |   |     |      |

### Статистические рекорды в одной игре
|  | Команда Екатерины Лисиной |

| Показатель   | Дата           | Соревнование                     | Команда хозяев  | Команда гостей     | Счёт   |
| ------------ | -------------- | -------------------------------- | --------------- | ------------------ | ------ |
| 27 очков     | 18 января 2012 | Кубок Европы 2011/12             | Динамо (Курск)  | ЖБК Горизонт       | 78:53  |
| 14 подборов  | 30 июня 2007   | Чемпионат мира 2007 (до 21 года) | Сборная Бельгии | Сборная России     | 77:87  |
| 14 подборов  | 18 января 2012 | Кубок Европы 2011/12             | Динамо (Курск)  | ЖБК Горизонт       | 78:53  |
| 5 передач    | 9 февраля 2005 | Евролига 2005/06                 | МиЗо Печ        | ЖБК Спортинг Афины | 83:40  |
| 5 передач    | 3 марта 2013   | Чемпионат России 2012/13         | Динамо (Курск)  | Вологда-Чеваката   | 81:60  |
| 4 перехвата  | 3 ноября 2011  | Кубок Европы 2011/12             | Динамо (Курск)  | ЖБК Олимпия        | 104:39 |
| 4 перехвата  | 6 декабря 2012 | Кубок Европы 2012/13             | ЖБК Прага       | Динамо (Курск)     | 63:66  |
| 6 блок-шотов | 4 ноября 2012  | Чемпионат России 2012/13         | Динамо (Курск)  | Надежда            | 65:60  |

## Личная жизнь
Екатерина Лисина увлекается чтением, пением под караоке. Она легко общается по интернету и любит фотографироваться. Раньше Екатерина вышивала картины.
Является последовательницей индуизма и стала вегетарианкой.
24 января 2011 Екатерина Лисина родила сына.
В 2013 году она снялась в клипе группы USB «Два метра любви».